# Anna Cappellini
Anna Cappellini (Como, 19 de fevereiro de 1987) é uma patinadora artística italiana. Cappellini compete na dança no gelo. Ela conquistou com Luca Lanotte uma medalha de ouro em campeonatos mundiais, uma medalha de ouro, três de prata e uma de bronze no Campeonato Europeu, e foram campeões três vezes do campeonato nacional italiano.

## Principais resultados

### Com Luca Lanotte
| Resultados | Resultados        | Resultados       | Resultados       | Resultados       | Resultados       | Resultados       | Resultados        | Resultados        | Resultados       | Resultados        | Resultados        | Resultados        | Resultados        | Resultados    |
| Internacional | Internacional     | Internacional    | Internacional    | Internacional    | Internacional    | Internacional    | Internacional     | Internacional     | Internacional    | Internacional     | Internacional     | Internacional     | Internacional     | Internacional |
| Evento/Temporada | 2005– 2006        | 2006– 2007       | 2007– 2008       | 2008– 2009       | 2009– 2010       | 2010– 2011       | 2011– 2012        | 2012– 2013        | 2013– 2014       | 2014– 2015        | 2015– 2016        | 2016– 2017        | 2017– 2018        |               |
| --- | ----------------- | ---------------- | ---------------- | ---------------- | ---------------- | ---------------- | ----------------- | ----------------- | ---------------- | ----------------- | ----------------- | ----------------- | ----------------- | ------------- |
| Jogos Olímpicos |                   |                  |                  |                  | 12.ª             |                  |                   |                   | 6.ª              |                   |                   |                   | 6.ª               |               |
| Campeonato Mundial |                   | 13.ª             | 10.ª             | 10.ª             | 11.ª             | 8.ª              | 6.ª               | 4.ª               | Medalha de ouro  | 4.ª               | 4.ª               | 7.ª               | 4.ª               |               |
| Campeonato Europeu |                   | 8.ª              | 7.ª              | 5.ª              | 6.ª              |                  | 4.ª               | Medalha de bronze | Medalha de ouro  | Medalha de prata  | Medalha de prata  | Medalha de prata  | 4.ª               |               |
| GP Grand Prix Final |                   |                  |                  |                  | 5.ª              |                  |                   | 4.ª               | 6.ª              |                   | Medalha de bronze |                   | 6.ª               |               |
| GP Cup of China |                   |                  |                  | 4.ª              |                  |                  |                   |                   |                  | Medalha de bronze | Medalha de ouro   |                   |                   |               |
| GP NHK Trophy |                   |                  |                  |                  |                  | 5.ª              |                   |                   | Medalha de prata |                   |                   | Medalha de bronze | Medalha de bronze |               |
| GP Rostelecom Cup |                   | 8.ª              |                  | 4.ª              | Medalha de prata |                  |                   |                   |                  |                   | Medalha de prata  |                   |                   |               |
| GP Skate America |                   |                  |                  |                  | Medalha de prata |                  |                   |                   | Medalha de prata |                   |                   |                   | Medalha de prata  |               |
| GP Skate Canada International |                   |                  | Medalha de prata |                  |                  |                  | Medalha de bronze | Medalha de prata  |                  |                   |                   | 4.ª               |                   |               |
| GP Trophée Éric Bompard |                   | 5.ª              | 4.ª              |                  |                  |                  | Medalha de bronze | Medalha de prata  |                  | WD                |                   |                   |                   |               |
| CS Ice Star |                   |                  |                  |                  |                  |                  |                   |                   |                  |                   |                   |                   | Medalha de ouro   |               |
| CS Nebelhorn Trophy |                   |                  |                  |                  |                  |                  |                   |                   |                  |                   |                   | Medalha de ouro   |                   |               |
| Finlandia Trophy |                   |                  |                  |                  |                  |                  |                   | Medalha de prata  |                  |                   |                   |                   |                   |               |
| Lombardia Trophy |                   |                  |                  |                  |                  |                  |                   |                   |                  |                   | Medalha de ouro   |                   |                   |               |
| Mont Blanc Trophy |                   |                  |                  |                  |                  |                  | Medalha de ouro   |                   |                  |                   |                   |                   |                   |               |
| Nebelhorn Trophy |                   |                  |                  |                  |                  | Medalha de prata |                   |                   |                  |                   |                   |                   |                   |               |
| Universíada |                   | Medalha de ouro  |                  |                  |                  |                  |                   |                   |                  |                   |                   |                   |                   |               |
| Internacional – Júnior |                   |                  |                  |                  |                  |                  |                   |                   |                  |                   |                   |                   |                   |               |
| Campeonato Mundial Júnior | 4.ª               |                  |                  |                  |                  |                  |                   |                   |                  |                   |                   |                   |                   |               |
| JGP JGP Final | Medalha de bronze |                  |                  |                  |                  |                  |                   |                   |                  |                   |                   |                   |                   |               |
| JGP JGP Bulgária | Medalha de prata  |                  |                  |                  |                  |                  |                   |                   |                  |                   |                   |                   |                   |               |
| JGP JGP Eslováquia | Medalha de prata  |                  |                  |                  |                  |                  |                   |                   |                  |                   |                   |                   |                   |               |
| Nacional |                   |                  |                  |                  |                  |                  |                   |                   |                  |                   |                   |                   |                   |               |
| Campeonato Italiano |                   | Medalha de prata | Medalha de prata | Medalha de prata | Medalha de prata | WD               | Medalha de ouro   | Medalha de ouro   | Medalha de ouro  | Medalha de ouro   | Medalha de ouro   | Medalha de ouro   |                   |               |
| Campeonato Italiano – Júnior | Medalha de ouro   |                  |                  |                  |                  |                  |                   |                   |                  |                   |                   |                   |                   |               |
| Equipes |                   |                  |                  |                  |                  |                  |                   |                   |                  |                   |                   |                   |                   |               |
| Jogos Olímpicos |                   |                  |                  |                  |                  |                  |                   |                   | 4.ª 4T/5P        |                   |                   |                   | 4.ª 4T/4P         |               |
| Troféu Mundial por Equipes |                   |                  |                  |                  |                  |                  | 6.ª 6T/4P         |                   |                  |                   |                   |                   |                   |               |
| |                   |                  |                  |                  |                  |                  |                   |                   |                  |                   |                   |                   |                   |               |
| Legenda: GP = Grand Prix; CS = Challenger Series; JGP = Grand Prix Júnior; WD = Abandonou; T = Posição da equipe; P = Posição individual; Competição não foi disputada nesta temporada; Competição não fez parte do GP/CS; Competição fez parte do GP/CS |                   |                  |                  |                  |                  |                  |                   |                   |                  |                   |                   |                   |                   |               |

### Com Matteo Zanni
| Campeonato Mundial Júnior                                                                      |                  | 20.ª             | 5.ª               | WD                |  |  |  |  |  |  |  |  |
| JGP JGP Final                                                                                  |                  |                  |                   | Medalha de bronze |  |  |  |  |  |  |  |  |
| JGP JGP Alemanha                                                                               |                  | 6.ª              |                   |                   |  |  |  |  |  |  |  |  |
| JGP JGP Eslovênia                                                                              |                  |                  | Medalha de bronze |                   |  |  |  |  |  |  |  |  |
| JGP JGP Hungria                                                                                |                  |                  |                   | Medalha de ouro   |  |  |  |  |  |  |  |  |
| JGP JGP Itália                                                                                 |                  | 11.ª             |                   |                   |  |  |  |  |  |  |  |  |
| JGP JGP México                                                                                 |                  |                  | Medalha de bronze |                   |  |  |  |  |  |  |  |  |
| JGP JGP Sérvia                                                                                 |                  |                  |                   | Medalha de ouro   |  |  |  |  |  |  |  |  |
| EYOF                                                                                           |                  | 7.ª              |                   |                   |  |  |  |  |  |  |  |  |
| Nacional – Júnior                                                                              |                  |                  |                   |                   |  |  |  |  |  |  |  |  |
| Campeonato Italiano                                                                            | Medalha de prata | Medalha de prata |                   | Medalha de ouro   |  |  |  |  |  |  |  |  |
|                                                                                                |                  |                  |                   |                   |  |  |  |  |  |  |  |  |
| Legenda: JGP = Grand Prix Júnior; WD = Abandonou; Competição não foi disputada nesta temporada |                  |                  |                   |                   |  |  |  |  |  |  |  |  |

### Com Luca Lombardi
| Campeonato Mundial Júnior        | 27.ª |  |  |  |  |  |  |  |  |  |  |  |
| JGP JGP Polônia                  | 14.ª |  |  |  |  |  |  |  |  |  |  |  |
|                                  |      |  |  |  |  |  |  |  |  |  |  |  |
| Legenda: JGP = Grand Prix Júnior |      |  |  |  |  |  |  |  |  |  |  |  |